# Chalfont
Chalfont es un borough ubicado en el condado de Bucks en el estado estadounidense de Pensilvania. En el año 2000 tenía una población de 3,977 habitantes y una densidad poblacional de 913 personas por km².

## Geografía
Chalfont se encuentra ubicado en las coordenadas 40°17′23″N 75°12′37″O / 40.28972, -75.21028.

## Demografía
Según la Oficina del Censo en 2000 los ingresos medios por hogar en la localidad eran de $3,977 y los ingresos medios por familia eran $70,592. Los hombres tenían unos ingresos medios de $51,139 frente a los $30,842 para las mujeres. La renta per cápita para la localidad era de $26,248. Alrededor del 4.1% de la población estaba por debajo del umbral de pobreza.